# Teateråret 1996

## Händelser

### Januari
- 29 januari - Operahuset La Fenice i Venedig, Italien totalförstörs vid en brand.[1]

### Februari
- 8 februari - Ingrid Dahlberg utses till Dramatenchef [2].

### Okänt datum
- Kent Andersson startar med egna revyer på teatern Aftonstjärnan i Göteborg.
- Kjell Ingebretsen övertar chefskapet för Göteborgsoperan.

## Priser och utmärkelser
- O'Neill-stipendiet tilldelas Per Myrberg
- Thaliapriset tilldelas Staffan Valdemar Holm

### Guldmasken
| Kvinnlig huvudroll:             | Petra Nielsen      | A Chorus Line                   |
| Manlig huvudroll:               | Loa Falkman        | My Fair Lady                    |
| Kvinnlig biroll:                | Maria Lundqvist    | Kolla Klotet                    |
| Manlig biroll:                  | Joacim Hedman      | West Side Story                 |
| Kvinnlig huvudroll i talpjäs:   | Marie Göranzon     | Vem Är Rädd För Virginia Wolff? |
| Manlig huvudroll i talpjäs:     | Jan Malmsjö        | Vem Är Rädd För Virginia Wolff? |
| Kvinnlig biroll i talpjäs:      | Sissela Kyle       | Rakt Ner i Fickan               |
| Manlig biroll i talpjäs:        | Björn Gustafson    | Rakt Ner i Fickan               |
| Regi:                           | Richard Günther    | Sylvia                          |
| Koreografi:                     | Roger Johansson    | A Chorus Line                   |
| Scenografi:                     | Gill Sandell       | Sylvia                          |
| Kostym:                         | Lenamari Wallström | Cirkus Hjalmar                  |
| Barn- och Familjeföreställning: | Kategorin finns ej |                                 |
| Föreställning:                  | Kategorin finns ej |                                 |
| Bäste artist:                   | Kategorin finns ej |                                 |
| Teaterchefernas pris:           | Lars Wern          | ljudtekniker                    |
| Juryns specialpris:             | Peter Flack        | Cirkus Hjalmar                  |
| Privatteatrarnas pris:          | Kategorin finns ej |                                 |

Se vidare MusikalNet listor över pristagare

## Årets uppsättningar

### Okänt datum
- Staffan Göthes pjäs Legenderna från Oskarsvarv har urpremiär
- Staffan Göthes pjäs Ruben Pottas eländiga salonger har urpremiär
- Tjorven på Saltkråkan i Gunnebo sommarspel
- Peter Rangmar hade premiär för sitt första soloprojekt Kanske Rödluvan på Göteborgs konserthus.